# Сахневич, Андрей Владимирович
Андрей Владимирович Сахневич (укр. Андрій Володимирович Сахневич; род. 17 апреля 1989, Житомир) — украинский футболист, защитник.

## Карьера

### Клубная
Воспитанник житомирских ДЮФК «Кроша» (первый тренер — С. Ермаков) и ДЮШОР «Полесье».
Летом 2006 года перешёл в футбольную академию киевского «Динамо». Играл за «Динамо-3» и «Динамо-2». За основную команду сыграл всего один матч — в четвертьфинале Кубка Украины против алчевской «Стали» 12 ноября 2008 года. При этом привлекался к тренировкам основного состава, а зимой 2009 года был взят на сбор под руководством Юрия Сёмина. После окончания сезона 2009/10 покинул клуб на правах свободного агента. Проходил просмотры в крымских «Таврии» и «Севастополе». Позже в течение трёх месяцев залечивал травму колена, видимо, полученную ещё в «Динамо», так как перед уходом около полугода не имел игровой практики из-за травмы.
В начале 2011 года перешёл в «Александрию». В начале 2013 года подписал контракт с запорожским «Металлургом». В конце 2014 года у Сахневича истёк срок контракта с клубом и он его покинул в статусе свободного агента. В сезоне 2015/16 выступал в первом дивизионе России за «КАМАЗ», по окончании сезона вернулся на Украину.
Весной 2017 года играл в первой лиге Украины за «Горняк-Спорт». Затем перешёл в «Колос» (Ковалёвка), провёл в клубе два с половиной сезона и по итогам сезона 2018/19 со своим клубом заслужил право на выход в высшую лигу.
В начале 2020 года перешёл в латвийский «Вентспилс».
30 декабря 2022 года в статусе свободного агента перешел в « Ильпар». Сыграл официально всего 2 матча, в кубке России, оба матча завершились поражением.

### В сборной
Выступал за юношеские сборные Украины до 17 и до 19 лет, а также за молодёжную сборную до 21 года.